# Teso-Turkana-Sprachen
Teso-Turkana ist eine Untergruppe der ostnilotischen Sprachen innerhalb der nilosaharanischen Sprachfamilie.
Sie besteht aus folgenden fünf Sprachen – in eckigen Klammern ist jeweils der Code nach ISO 639-3 angegeben:
- Teso [teo] (ca. 1,3 Mio. Sprecher in Uganda u. Kenia)
- Turkana-Gruppe:
  - Karamojong [kdj] (ca. 370.000 in Uganda)
  - Nyangatom [nnj] (ca. 14.000 in Äthiopien)
  - Toposa [toq] (ca. 100.000 in Sudan)
  - Turkana [tuv] (ca. 365.000 in Sudan u. Äthiopien)

## Sprachliche Charakteristiken
Die Teso-Turkana-Sprachen sind Tonsprachen und haben alle die Grundwortstellung Verb-Subjekt-Objekt.